# Théorème de Schmidt (théorie des groupes)
Ne doit pas être confondu avec le « théorème » de Schmidt en économie.
En mathématiques, et plus particulièrement en théorie des groupes, le théorème de Schmidt, démontré par Otto Schmidt en 1924, dit que si G est un groupe fini dont tous les sous-groupes propres sont nilpotents, G est résoluble. K. Iwasawa a donné une description plus précise du groupe G sous les mêmes hypothèses.

## Démonstration
On raisonne par récurrence sur l'ordre du groupe. Les groupes cycliques sont résolubles. On suppose donc, pour un certain n, que l'énoncé est vrai pour tous les groupes d'ordre < n, et que G est un groupe non cyclique d'ordre n (donc n > 1) dont tous les sous-groupes propres sont nilpotents. D'après le lemme 2 ci-dessous, G n'est pas simple. Par hypothèse de récurrence et d'après le théorème de correspondance, il est donc résoluble (car la nilpotence passe aux quotients et la résolubilité aux extensions).
Lemme 1 — Dans un groupe fini dont les sous-groupes maximaux sont d'intersection triviale 2 à 2, l'un de ces sous-groupes maximaux est normal.
Lemme 2 — Soit G un groupe fini non cyclique. Si tous les sous-groupes maximaux de G sont nilpotents, alors G n'est pas simple.

## Précisions sur la structure du groupe
Soit G un groupe fini dont tous les sous-groupes propres sont nilpotents, alors G est nilpotent ou d'ordre pmqn avec p et q premiers distincts et m, n ≥ 1.

## Nombres nilpotents
Un nombre nilpotent est un entier n ≥ 1 tel que tout groupe d'ordre n soit nilpotent. Les nombres nilpotents sont caractérisés par le théorème suivant, :

Soit p1k1…prkr la décomposition en facteurs premiers de n. Le nombre n est nilpotent si et seulement si pour tous i ≠ j, ki est strictement inférieur à l'ordre multiplicatif de pi modulo pj.
(En particulier, les nombres nilpotents pairs sont donc les puissances de 2.)
Pour tout entier c ≥ 1, on a un énoncé plus précis concernant la classe de nilpotence :

Pour tout nombre nilpotent n, les deux propriétés suivantes sont équivalentes :
- la classe de nilpotence de tout groupe d'ordre n est au plus c ;
- n est « sans puissances (c + 2)-ièmes » (c'est-à-dire que dans la décomposition en facteurs premiers, tous les exposants sont inférieurs ou égaux à c + 1).